# Zum goldenen Zepter

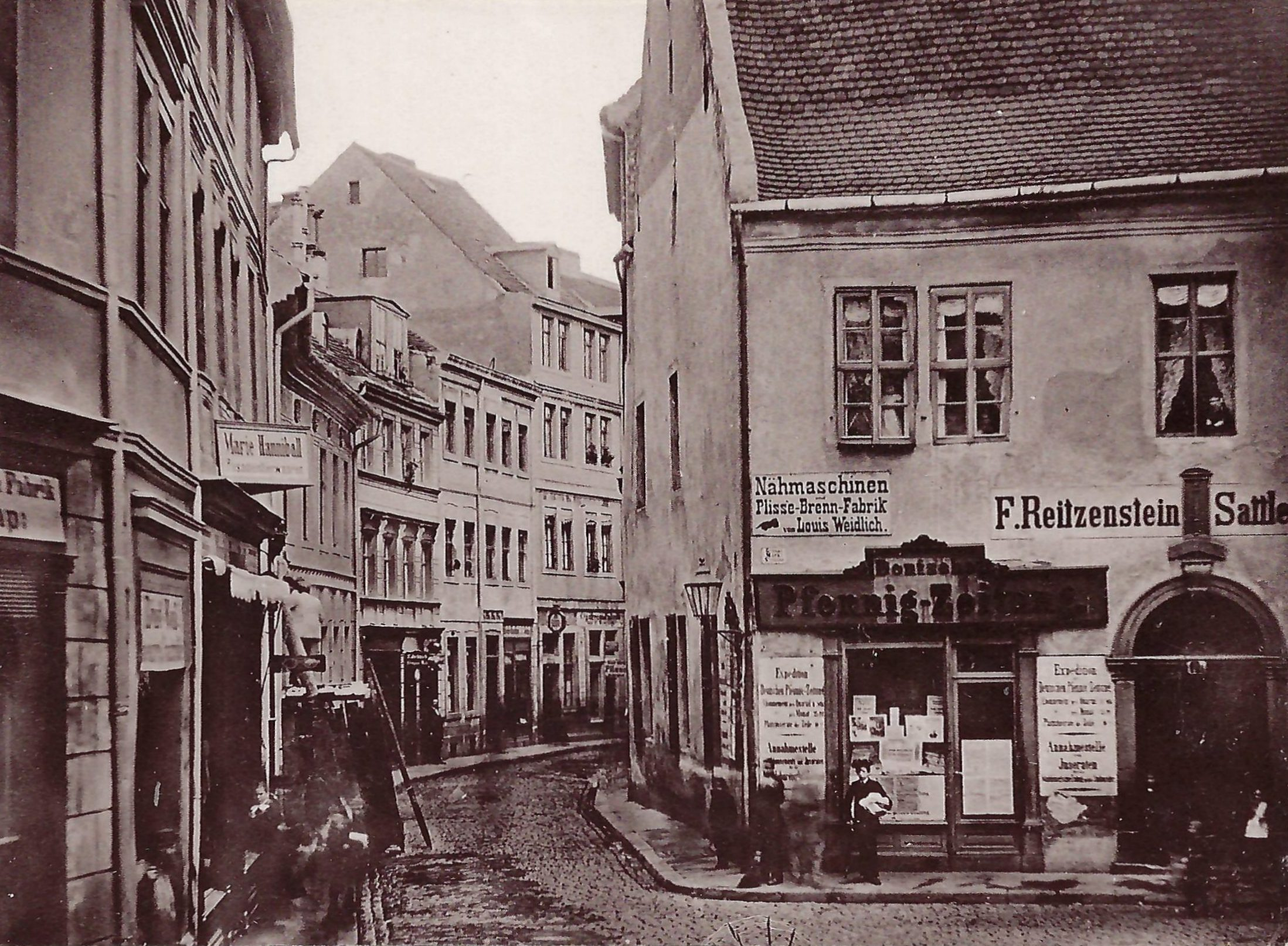
Haus Zum goldenen Zepter (rechts)

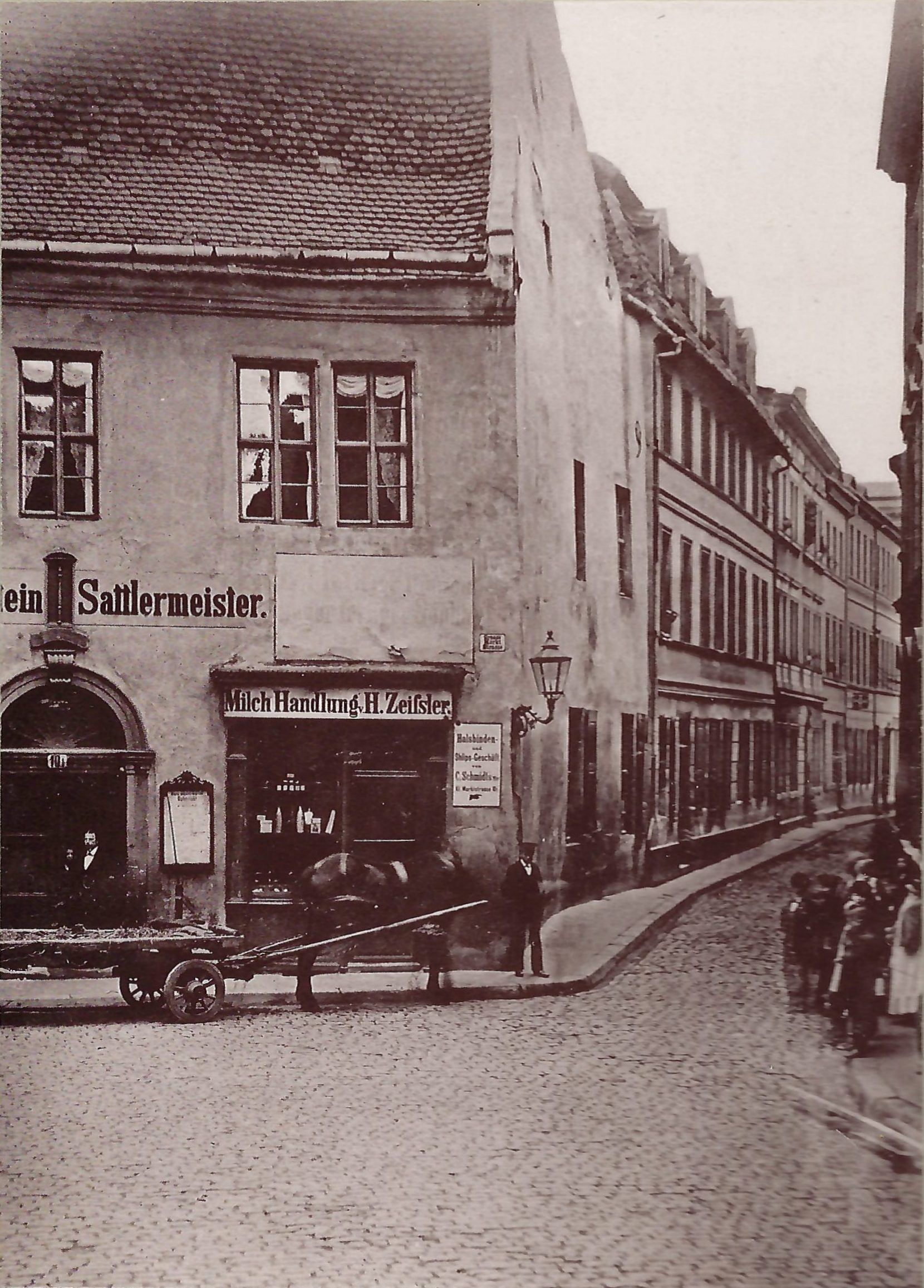
Haus Zum goldenen Zepter (links)

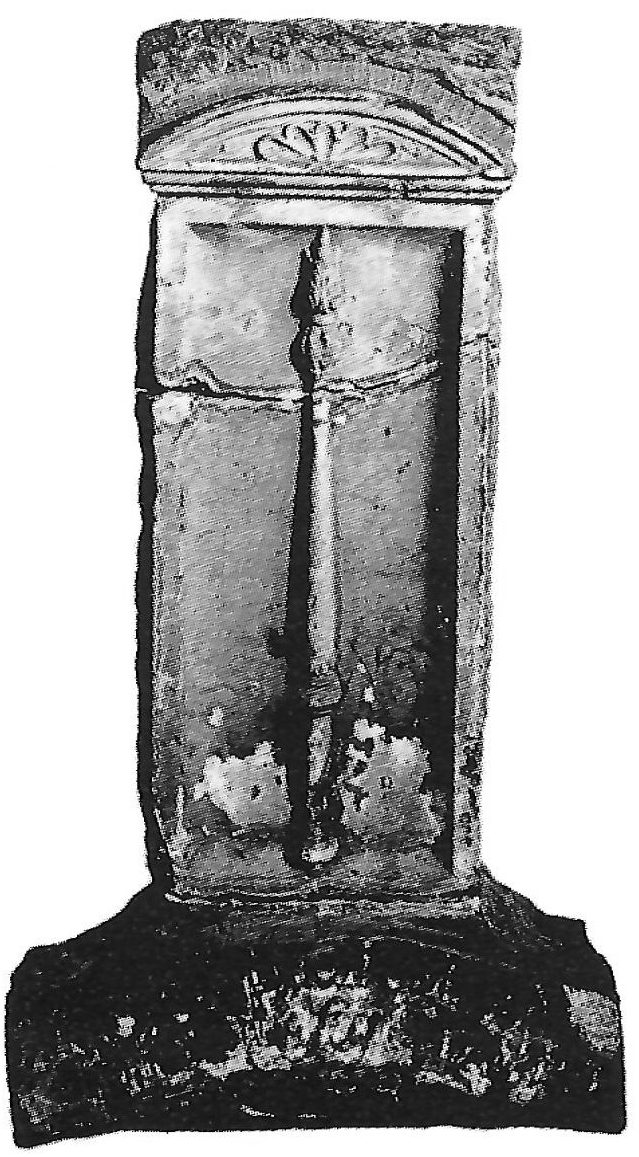
Hauszeichen Zum goldenen Zepter

Das Haus Zum goldenen Zepter, auch zum Zum goldenen Scepter oder Zum gekrönten Scepter, war ein historisches Wohn- und Geschäftshaus in Magdeburg im heutigen Sachsen-Anhalt.

## Lage
Das Gebäude befand sich in der Magdeburger Altstadt in der Großen Marktstraße 10b in einer Ecklage zur südlich einmündenden Kleinen Marktstraße. 
Heute ist der ehemalige Standort des Hauses unbebaut und liegt in etwa im südwestlichen Teil der Einmündung der Julius-Bremer-Straße in die Jakobstraße. 

## Geschichte und Architektur
1631 gehörte das Grundstück des Brauhauses Mathias Niemann, später Stephan Niemann. Ihnen folgte Oberstleutnant August Kühne nach. Kühne trat die Stätte an den Hauptmann Hans Georg Starke ab. 1644 kaufte der Kammersekretär Joachim Schmidt für 215 Taler das Grundstück von Kühne. Schmidt gab das Grundstück als Mitgift an seinen Schwiegersohn, den Brauer Jobst Böckmann. Im Jahr 1651 wurde es für 475 Taler an den Brauer Christian Pohlmann veräußert, wobei der Kauf 1656 rückabgewickelt wurde. Böckmann war somit wieder Eigentümer und verkaufte dann 1674, für diesmal 525 Taler, an den Seidenkramer und Holzhändler Martin Nohr. Nohr bebaute das Grundstück bis 1680. Das noch bis zumindest 1696 dazugehörige benachbarte Grundstück Nummer 10a blieb wüst. 1696 wurde Nohr letztmals erwähnt. 1702 gehörte das Grundstück dem Buchbinder Gottfried Behle, der bis 1728 Eigentümer blieb.
1823 gehörte das Gebäude, es wurde nun als Große Marktstraße 10 geführt, dem Seifensieder Gottfried Schäfer. In der zweiten Hälfte des 19. Jahrhunderts befand sich im Haus die Sattlerei Reitzenstein, die Pfennig-Zeitung und die Milchhandlung H. Zeißler. 
Das Gebäude war zweigeschossig ausgeführt und verfügte über eine im Obergeschoss fünfachsige Westfassade. Die mittig angeordnete Hauseingangstür wurde von einem Rundbogen überspannt, auf dem mittig das Hauszeichen hochkant angeordnet war und sich die Jahreszahl 1691 befand. Die Gestaltung der Eingangstür entsprach den für das 18. Jahrhundert in Magdeburg typischen Formen. Bedeckt war das Haus mit einem steilen Satteldach.
Für den Durchbruch der Jakobstraße wurde das Haus 1882 abgerissen und das Grundstück Teil der Fläche der Jakobstraße. Das Hauszeichen Zum goldenen Zepter wurde geborgen und kam in das Städtische Museum. Der Stein gilt heute jedoch als verschollen.